# Mallobathra perisseuta
Mallobathra perisseuta är en fjärilsart som beskrevs av Edward Meyrick 1920. Mallobathra perisseuta ingår i släktet Mallobathra och familjen säckspinnare. Inga underarter finns listade i Catalogue of Life.